# Michelsstraße 1 (Mönchengladbach)

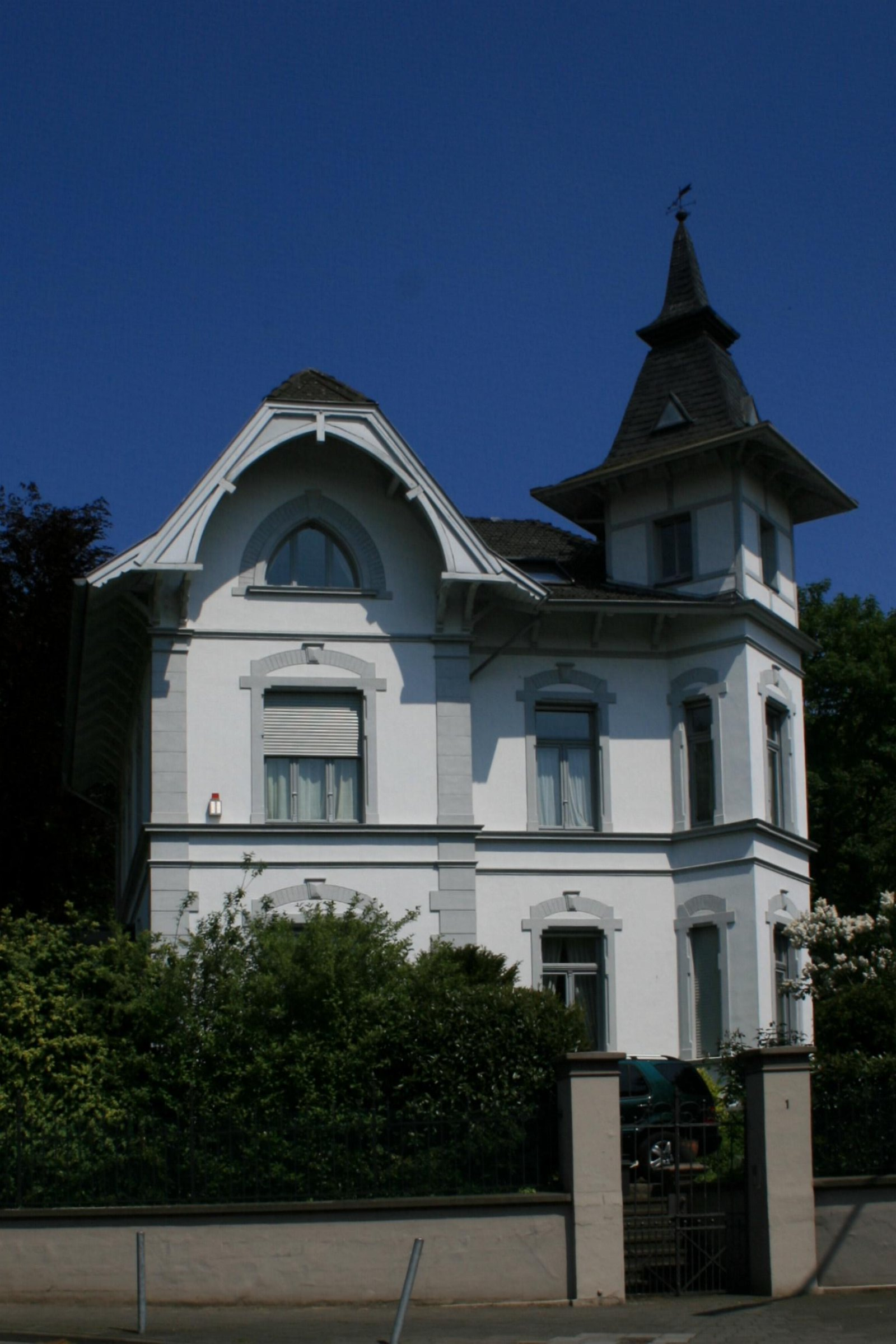
Wohnhaus (2010)

Das Wohnhaus Michelsstraße 1 steht im Stadtteil Odenkirchen in Mönchengladbach (Nordrhein-Westfalen).
Das Gebäude wurde vor der Jahrhundertwende erbaut. Es wurde unter Nr. M 035 am 15. Dezember 1987 in die Denkmalliste der Stadt Mönchengladbach eingetragen.

## Lage
Das Haus Nr. 1 befindet sich städtebaulich an exponierter Stelle im Mündungsbereich von Michelsstraße, Pastorsgasse, Tal- und Schmidt-Bleibtreu-Straße.

## Architektur
Vor der Jahrhundertwende in Anlehnung an den sog. „Burgenstil“ erbautes villenartiges Wohnhaus. Das zweigeschossige Gebäude mit einer differenziert ausgebildeten Dachkonstruktion-Krüppelwalm und mansarddachähnliches Querdach mit Flachdachabschluss, präsentiert sich in einer vielgliedrigen Architektur. Eine Einfriedungsmauer schließt das parkähnliche Grundstück zur Straße hin ab.
Ansprechendes, in der regionalen Bautradition stehendes Villenwohnhaus aus dem ausgehenden 19. Jahrhundert, das im Zusammenhang mit der Historismusbebauung aus städtebaulichen und architekturgeschichtlichen Gründen schützenswert ist.